# Andrei Walerjewitsch Sadoroschny
Andrei Walerjewitsch Sadoroschny (russisch Андрей Валерьевич Задорожный, engl. Transkription Andrey Zadorozhniy; * 3. September 1973 in Jaroslawl, RSFSR, Sowjetunion) ist ein ehemaliger russischer Mittelstreckenläufer, der sich auf die 1500-Meter-Distanz spezialisiert hat.

## Sportliche Laufbahn
Erste internationale Erfahrungen sammelte Andrei Sadoroschny im Jahr 1995, als er bei der Sommer-Universiade in Fukuoka in 3:48,60 min den achten Platz im 1500-Meter-Lauf belegte. Im Jahr darauf gelangte er bei den Halleneuropameisterschaften in Stockholm mit 3:47,87 min ebenfalls auf Rang acht und 1997 schied er bei den Weltmeisterschaften in Athen mit 3:42,61 min im Halbfinale aus. Im Jahr darauf gewann er bei den Halleneuropameisterschaften in Valencia in 3:44,93 min die Bronzemedaille hinter dem Portugiesen Rui Silva und Abdelkader Chékhémani aus Frankreich. Im Juli belegte er bei den Goodwill Games in New York City in 3:56,44 min den fünften Platz über die Meile und anschließend kam er bei den Europameisterschaften in Budapest mit 3:41,71 min nicht über den Vorlauf hinaus. 1999 schied er bei den Hallenweltmeisterschaften in Maebashi mit 3:43,05 min in der Vorrunde aus und 2002 belegte er bei den Halleneuropameisterschaften in Wien in 3:51,48 min den achten Platz. Im Jahr darauf gelangte er bei den Hallenweltmeisterschaften in Birmingham mit 3:44,80 min auf den siebten Platz und beendete anschließend seine aktive sportliche Karriere, wobei er zwischen 2008 und 2012 wieder vereinzelt Wettkämpfe auf nationaler Ebene bestritt.
In den Jahren von 1997 bis 1999 sowie 2001 und 2002 wurde Sadoroschny russischer Meister im 1500-Meter-Lauf im Freien sowie 1998, 1999 und 2003 auch in der Halle. Zudem wurde er 2003 Hallenmeister im 3000-Meter-Lauf.

## Persönliche Bestzeiten
- 1500 Meter: 3:36,68 min, 20. Juni 1998 in Lissabon
  - 1500 Meter (Halle): 3:39,77 min, 8. Februar 1998 in Moskau
- Meile: 3:55,66 min, 9. Juni 1998 in Bratislava
- 3000 Meter: 7:55,91 min, 17. Mai 2001 in Moskau
  - 3000 Meter (Halle): 7:56,14 min, 25. Februar 2003 in Moskau